# Töpfersdorf

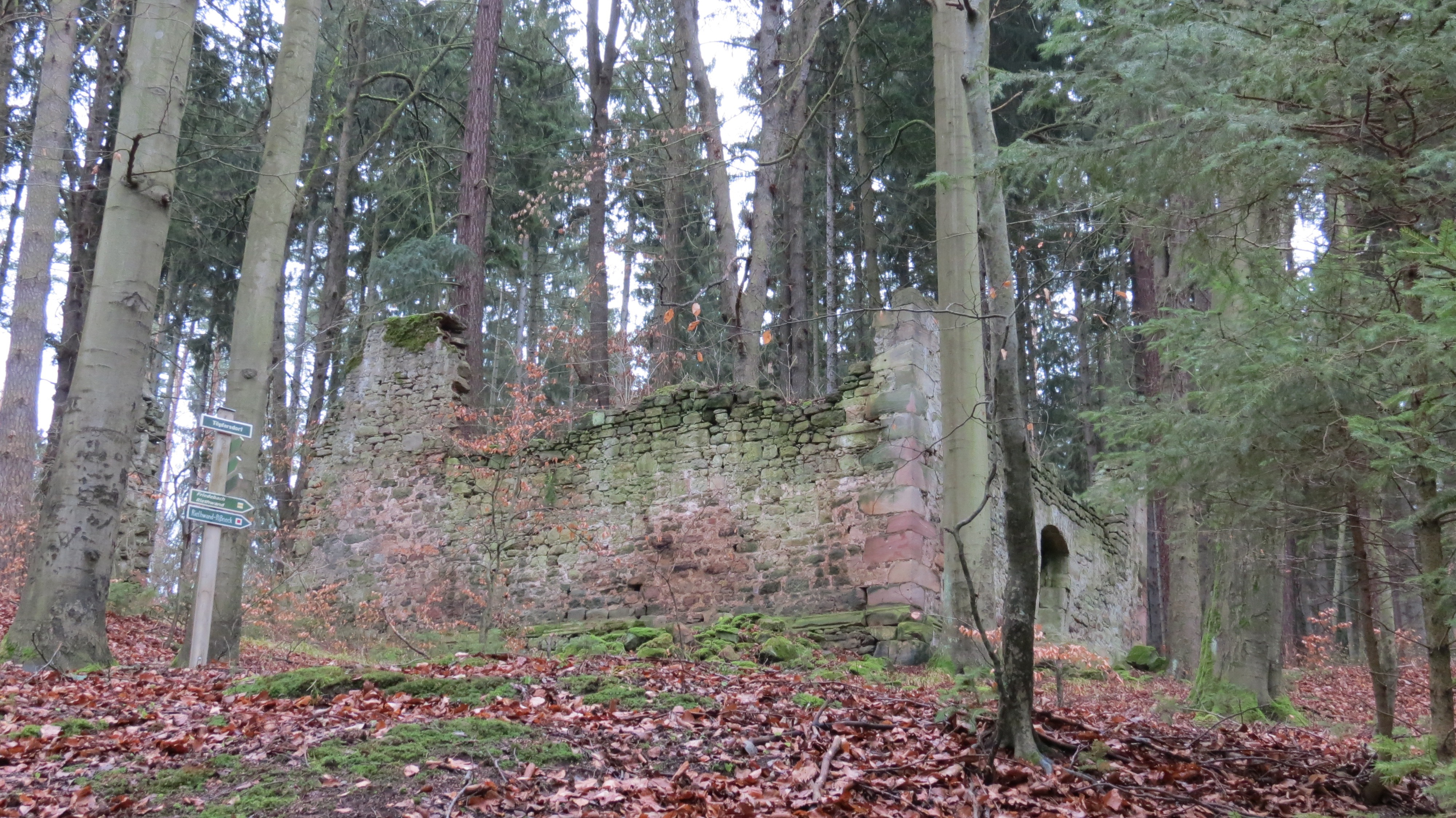
Kirchenruine im Winter

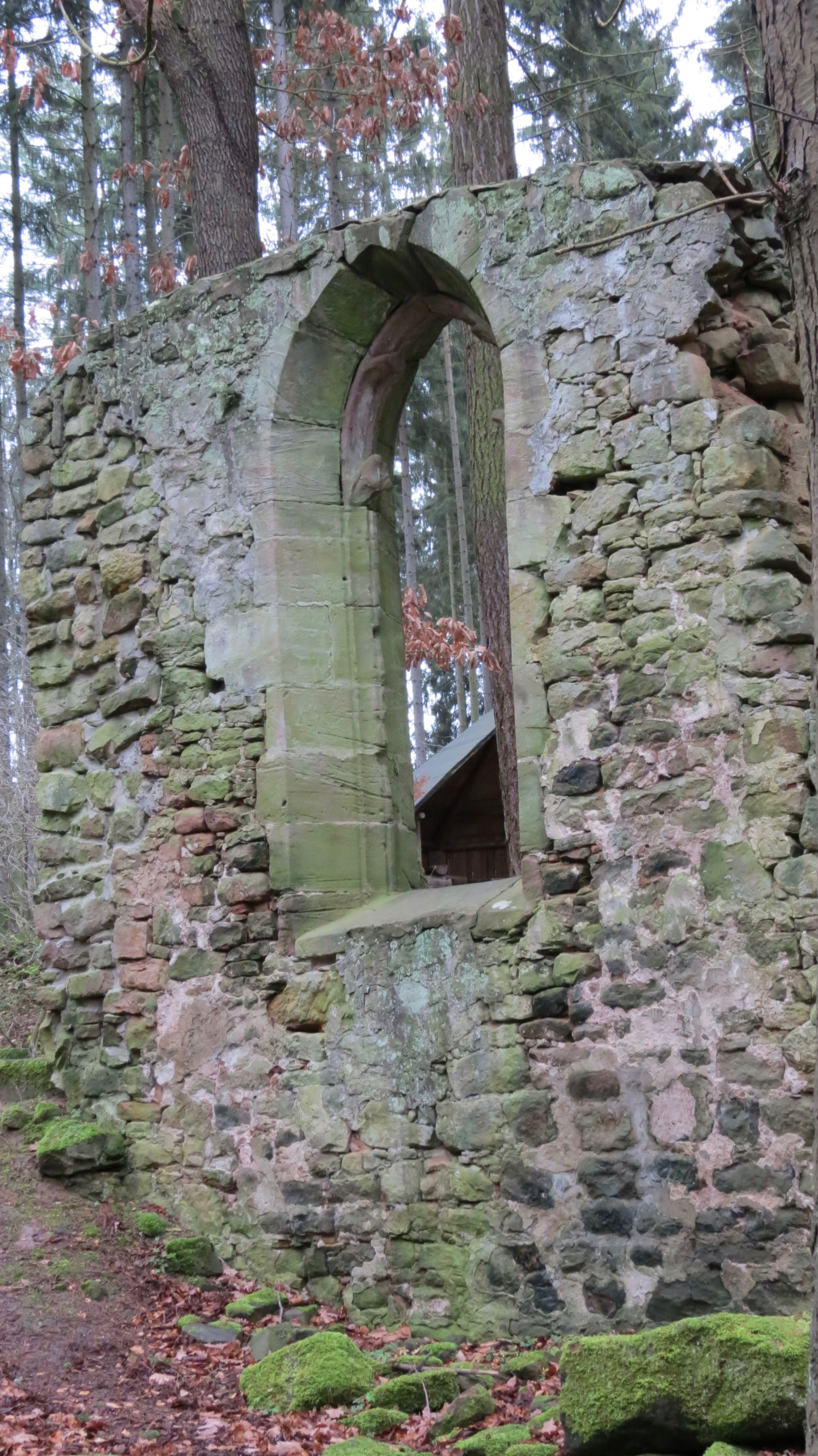
Fenster der Kirchenruine

Töpfersdorf ist eine Wüstung in der Gemarkung des Ortsteils Zeutsch der Gemeinde Uhlstädt-Kirchhasel im Landkreis Saalfeld-Rudolstadt in Thüringen.

## Lage
Die Wüstung mit der Kirchenruine liegt versteckt im Wald in der Uhlstädter Heide südlich der Saale und des Ortsteils Zeutsch. Die ruinösen Mauern der Kirche liegen am Rand der Wüste des ehemaligen Dorfes; rechtsseitig der Saale unweit des Ortsteils Niederkrossens auch von Rückersdorf und der Zeutscher Saalebrücke.

## Geschichte
Wahrscheinlich ist das kleine Dorf im 12. Jahrhundert gegründet worden. Es waren die Lobdeburger, die Aktivlehen des Abts aus Saalfeld erhalten haben. Die Siedlung lag oft wüst. Nur zwei Häuser wurden ab dem 16. Jahrhundert für die Fluraufsicht bewohnt. Ab dem 15. Jahrhundert ist die Kirche erstmals genannt worden. Sie lag außerhalb der Ortsmitte. 1688 wurde sie von Christoph von Kropff zu Zeutsch als Scheune hergerichtet. Die Herren von Eichenberg hinderten ihn an der Nutzung wegen des Kirchenlehns. 1850 verabschiedete sich die letzte Familie vom Standort Töpfersdorf.

## Relikte
Erhalten geblieben sind die bis zu vier Meter hohen Umfassungsmauern der Kirche. Die Kirche war 23,50 Meter lang und 9 Meter breit. Die Spitzbogenfenster waren kunstvoll gestaltet. Auch die Fundamente mehrerer Häuser, ein Keller und ein gemauerter Brunnen sind sichtbar im verlassenen Dorf.